# Norrland

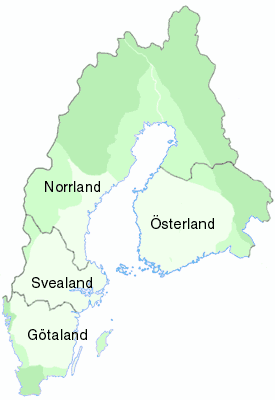
Historyczny podział Szwecji na cztery kraje obowiązujący przed rokiem 1809, kiedy Finlandia była częścią tego kraju

Norrland (lub Norrlandia, fiń. Norlanti) to nazwa najbardziej na północ wysuniętej części Szwecji, jeden z czterech historycznych krajów Szwecji. Nie jest ona żadną administracyjnie wyróżnioną jednostką, jednak występuje powszechnie w codziennym języku. Ludzie z południowej części Szwecji określają często w ten sposób bliżej nieokreśloną „północną Szwecję”. Jednak taka swoboda w określaniu jest często traktowana przez mieszkańców północy z dużą rezerwą, gdyż nie ma podobnego określenia na bliżej nieokreślone południowe rejony państwa.

## Geografia
Na Norrland składają się historyczne prowincje (landskap) Gästrikland, Medelpad, Ångermanland, Hälsingland, Jämtland, Härjedalen, Västerbotten, Norrbotten oraz Lappland. Stanowią one około 59% powierzchni Szwecji. Obszary te są jednak, poza rejonami na wybrzeżu, bardzo rzadko zaludnione. Zaledwie 12% populacji Szwecji zamieszkuje ten historyczny kraj.
Norrland w znaczącej części pokryta jest lasami, które w XIX wieku stały się źródłem surowców dla przemysłu drzewnego i papierniczego. Prawie wszystkie rzeki Norrland są eksploatowane do napędzania elektrowni wodnych. Prawie cała szwedzka energia elektryczna pochodzenia wodnego jest produkowana właśnie tutaj – w wielu państwach energia tego pochodzenia stanowi mały ułamek całej produkcji, w Szwecji jest to 40%.
Na terenie Norrland znajdują się także kopalnie metali szlachetnych. W dawniejszych czasach władze w Sztokholmie w dużym stopniu traktowały Norrland jako kolonię z zasobami naturalnymi, które należy eksploatować. Dosyć dobrze nastawienie to ilustruje cytat: Norrland to Indie w naszych własnych granicach, jeśli zrozumiemy, jak ten kraj wykorzystać. (szw. I Norrland hava vi inom våra gränser ett Indien, blott vi förstå att bruka det) przypisywany Axelowi Oxenstiernie. Jednocześnie obszary te w tamtym okresie były uważane za mało ważne i niecywilizowane, w wyniku czego oficjalne zapisy historyczne są ubogie w informacje o północy państwa.

## Historia
Z historycznego punktu widzenia Norrland jest jednym z czterech historycznych krajów Szwecji. Zachodnia część tego kraju odpowiadała północnej połowie Szwecji i graniczyła na południu ze Svealand, zaś wschodnia – północnej połowie Finlandii (będącej dawniej częścią Szwecji) i graniczyła tam na południu z Österland. Na terenie Svealand i Götaland granice ziem były bardzo istotne ze względu na ustrój prawny i administracyjny, jednak na terenie Norrland tak nie było. W związku z tym nazwa Norrland stopniowo stała się synonimem wszystkiego na północ od Svealand.
W związku ze zmianą statusu Finlandii granice Norrlandii uległy przesunięciu. W czasach, gdy słowo Finlandia oznaczało jedynie południowe ziemie obecnego kraju o tej nazwie, granica Norrland wiodła przez rzekę Oulujoki. Gdy Szwecja utraciła Finlandię na rzecz Rosji, sytuacja się zmieniła i granica została umieszczona na rzece Torne. Po zachodniej stronie Zatoki Botnickiej początkowo Norrlandią nazywano wszystko na północ od prowincji Uppland, później zaś wszystko na północ od dalszego Gästrikland. Zazwyczaj właśnie w ten sposób określa się Norrland obecnie, choć czasem podaje się dokładniejsze wskazanie, licząc ten kraj na północ od miasta Gävle, które jest najstarszym i najbardziej znaczącym miastem w Gästrikland. Nazwa ta została po raz pierwszy wymieniona w Kronice Karla, która opisuje, jak Engelbrekt Engelbrektsson w roku 1433 wysłał list do Erika Puke, prosząc o wsparcie przy podbijaniu całej Norrland (al norland vnte han honom wolla).